# Rudolf Koppitz
Rudolf Koppitz (3. nebo 4. ledna 1884 Skrbovice u Bruntálu – 8. července 1936 Perchtoldsdorf, Rakousko) byl rakouský fotograf českého původu. Byl klíčovým reprezentantem umělecké fotografie ve Vídni mezi dvěma světovými válkami.

## Život
Rudolf Koppitz patří mezi významné fotografy vídeňské secese. Jedná se o rakouského umělce českého původu. Narodil se ve Skrbovicích u Bruntálu do chudé evangelické rodiny. Do odborné školy chodil jen díky stipendiu. V roce 1897 nastoupil do učení k fotografovi Robertu Rotterovi z Bruntálu, zkoušku vykonal v roce 1901. Koppitz začínal kariéru zakázkového fotografa v malých ateliérech. Pracoval v ateliérech v Opavě a v Brně u Carla Pietznera. Ten vlastnil ateliéry v Berlíně, Sankt-Petěrburgu, Moskvě, Varšavě a ve Vídni. Toto prostředí pro něj hrálo důležitou roli, neboť se zde seznámil s prominentním publikem.
V roce 1912 se rozhodl zanechat živnosti, aby začal opět chodit do školy na Grafický učební a vzdělávací ústav ve Vídni. Na škole Koppitz poznal řadů svých budoucích kolegů (např. fotografa J. A. Trčka nebo malíře a grafika Egona Schieleho). Koppitz se stal členem „Wiener Camera Clubu“. Ve své volné tvorbě používal techniky uhlotisku, bromolejotisku a gumotisku. Na jeho fotografiích jsou zachyceny významné vídeňské památky a náladové krajiny, v kterých je zachycena divoká, dosud nezkulturněná příroda. Koppitzovy fotografie zobrazují hory a moře. Od roku 1913 byl asistentem a po první světové válce učitelem na Grafickém institutu ve Vídni.

## Dílo
Na počátku své tvorby vytvářel Koppitz inscenované skupinové akty, které vycházely z vídeňské secese. Jeho první práce byly ovlivněny Gustavem Klimtem a japonským uměním. V letech před 1. světovou válkou fotografoval autoportréty, které zachycují autora při fotografování v krajině. Po celý život si zachoval smysl pro harmonii a precizní kompozici; tyto prvky se objevují již v rané tvorbě.
Téměř k dokumentární fotografii se Koppitz dostal po nástupu na frontu, kde se jeho fotografie staly prosté a přímé. U rakouské armády jako průzkumný letec fotografoval letadla a krajiny. Mezi jeho oblíbená témata patřily vodní plochy a geometrické prvky letadel. Ve volném čase zachycoval nejen život vojáků, ale i prostý lid v dobových krojích. Koppitzovy fotografie z této doby jsou plné dramatických nálad. Autor pracoval se světlem, využíval slunce, mraky a mlhy k impresionistickému vyjádření emocí.
Rudolf Koppitz patřil v meziválečném období k nejvýznačnějším představitelům rakouské fotografie z řad zastánců tradicionalistické „umělecké fotografie“. Ve své tvorbě se nadále inspiroval malířstvím, hudbou i divadlem. Mezi oblíbená témata patřily akty více postav plné symbolických odkazů. Často zobrazovaným motivem byly nahé tanečnice a zachycení pohybu. Mnohé postavy stylizoval do soch Augusta Rodina. Mimo ženských postav zobrazovaly snímky také mužské akty, a to zejména autoportréty, které byly umístěny v přírodě. Koppitzovo mimořádné mistrovství obrazových procesů – pigmentový, uhlíkový, gumový a bromolitní proces přenosu tisku – získalo respekt jeho kolegů po celém světě a získalo zmínku v Encyclopædia Britannica z roku 1929.
Celé Koppitzovo dílo prostupují symbolické odkazy a znaky. Z Koppitzových fotografií se proslavily zejména akty, kompozičně ovlivněné zčásti secesí, zčásti konstruktivismem. K radikální změně v jeho tvorbě došlo ve 30. letech, kdy se opět se vrátil ke krajinám, přírodě a k životu venkovských obyvatel. Koppitzova tvorba byla silně ovlivněna nejen stylem secese, navázal také na členy rakouského Trojlístku (Heinricha Kühna, Hanse Watzka, a Huga Henneberga). V české tvorbě byl Koppitzovi blízký František Drtikol. Jméno fotografa Rudolfa Koppitze není uvedeno ani v Encyklopedii českých fotografů ani v Encyklopedii českých výtvarným umělců. Koppitz nebyl vnímán jako progresivní moderní umělec, naopak se řadil mezi konzervativní tvůrce, držící se určitých tradic. Rakouská historička umění Monika Faber vydala Koppitzovu monografii, která provázela jeho výstavy v Rakousku, Francii, USA a Německu. V roce 1998 byl vydán ve Vídni katalog, kde je uveden ucelený přehled celoživotního díla autora.

## Ukázky fotografií

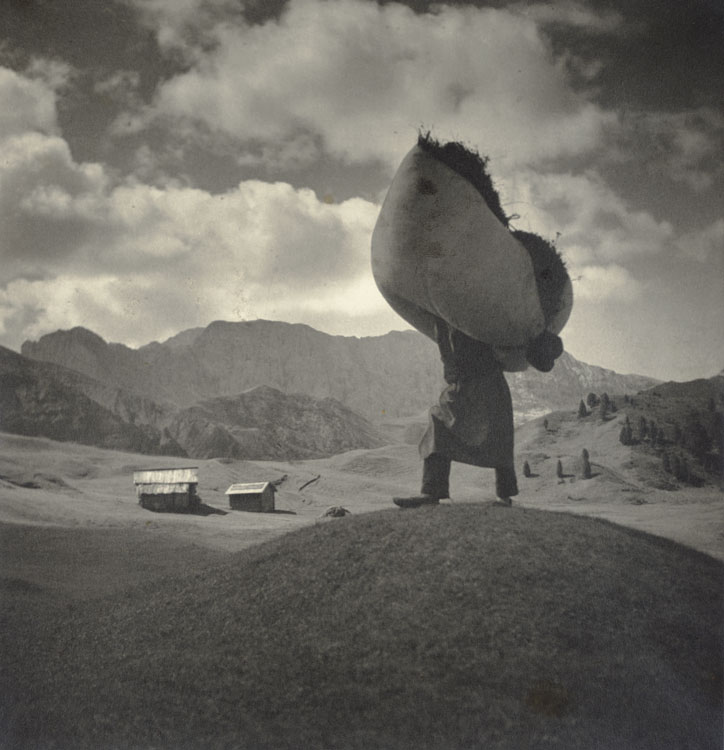
Těžké břemeno, 1930
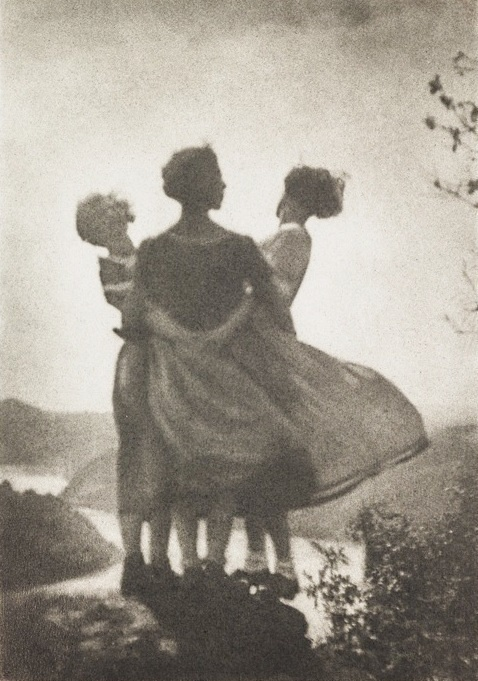
Tři vesnické dívky, 1930
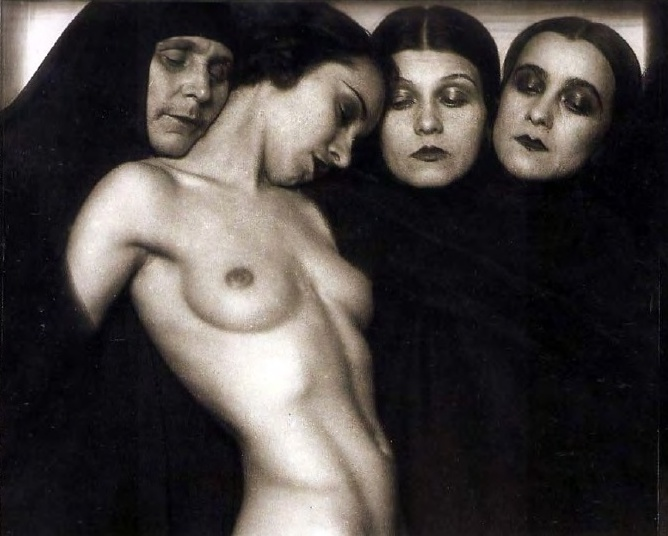
Kompozice, 1925
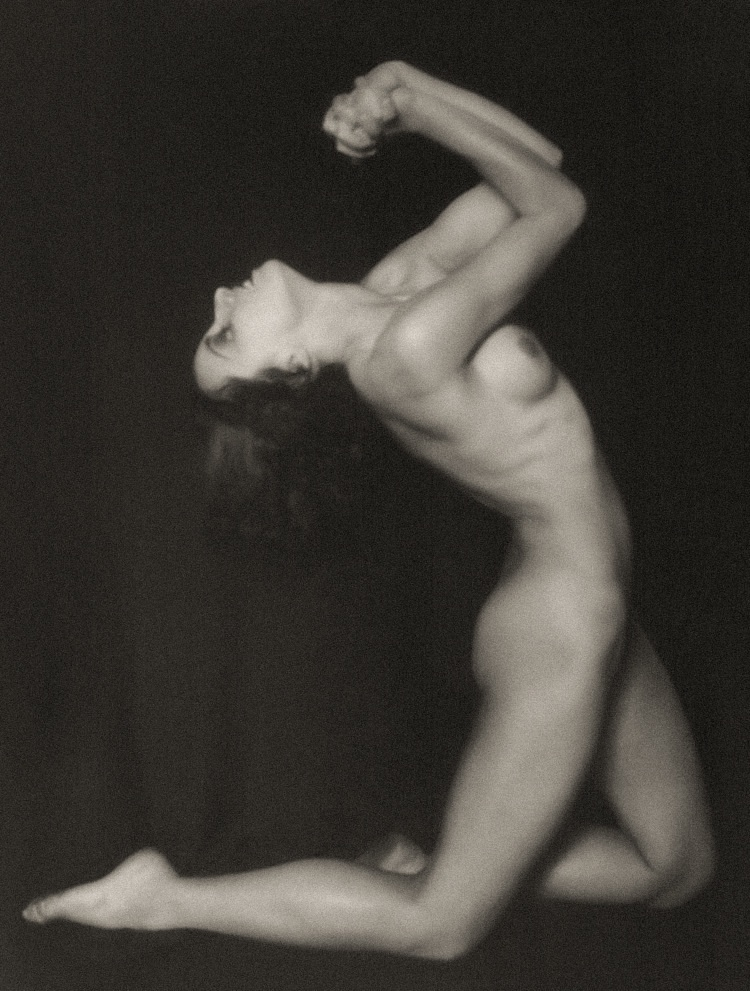
Beznaděj (zoufalství), 1926
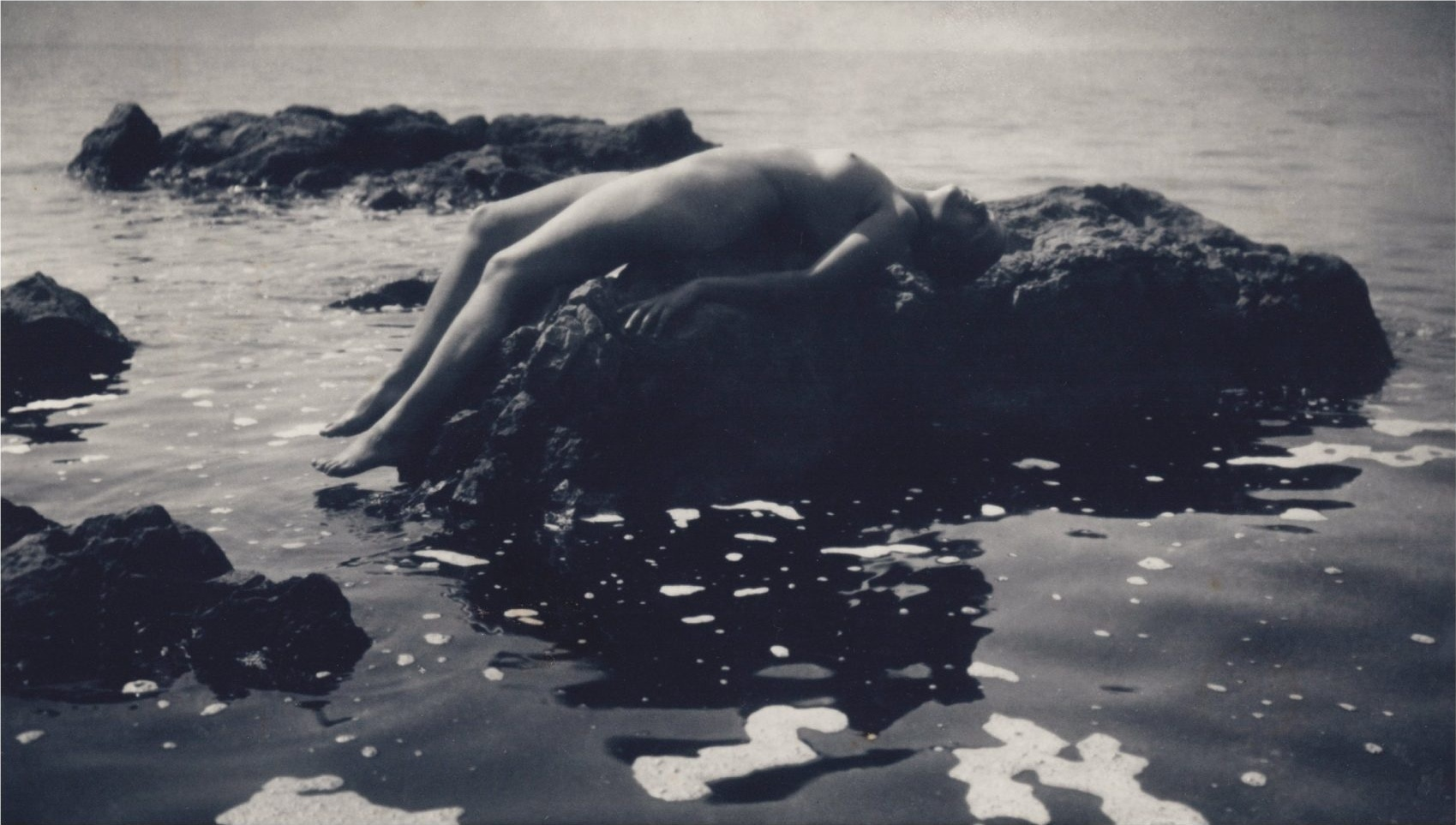
Studie aktu, 1927
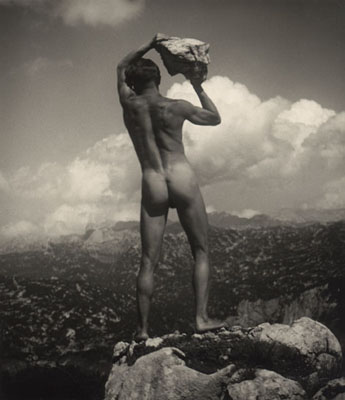
Vrhač kamenů (Rock Thrower), 1923
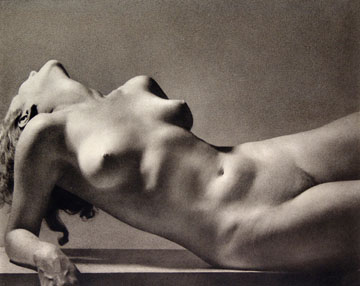
Studie aktu, 1927
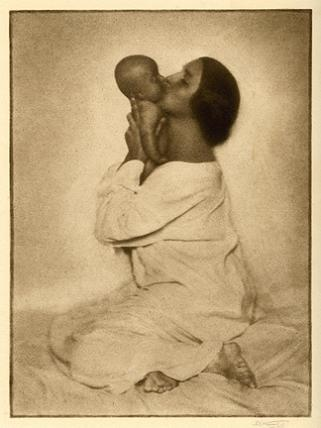
Matka a dítě, 1925
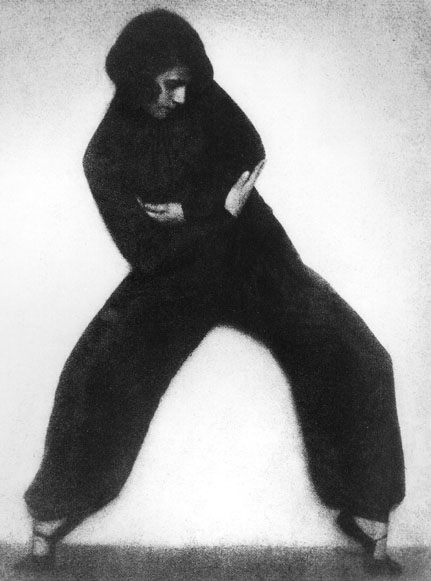
Tanečník, 1926
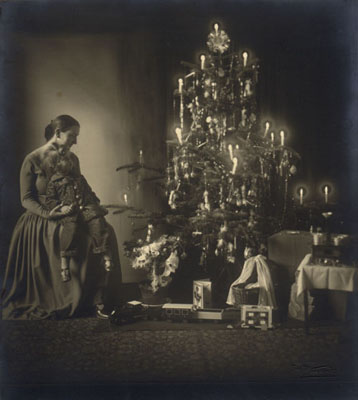
Vánoce, 1927
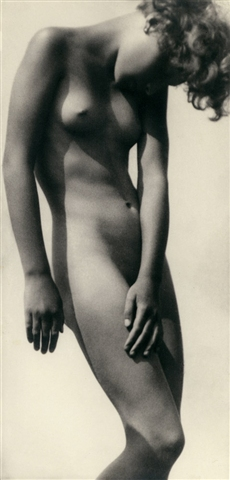
Studie aktu, 1927
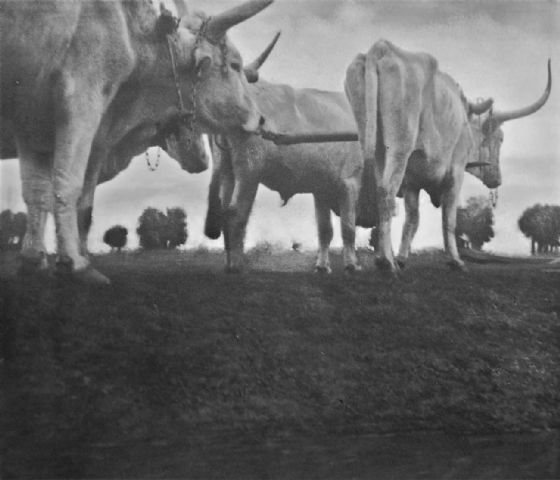
Dobytek, 1930
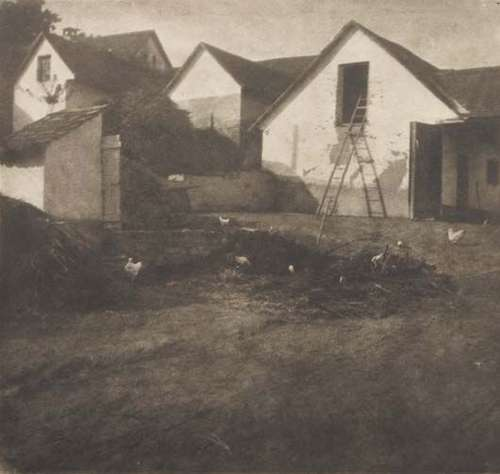
Farmářský dům, 1914
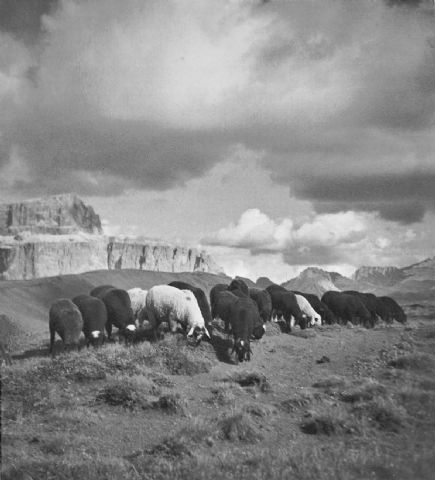
Ovce na venkově, 1930